# Scopula characteristica
Scopula characteristica là một loài bướm đêm trong họ Geometridae.